# 4. januar
4. januar er dag 4 i året, i den gregorianske kalender. Der er 361 dage tilbage af året (362 i skudår).
- Methusalems dag, opkaldt efter Enoks søn, der overgik sin far (365 år) i alder, og blev 969 år.
- Dagen er en af de uheldige i Tycho Brahes kalender.
- Dagen er nationaldag i Myanmar (Burma).

1. Element i nummereret liste

### Begivenheder
Født - Dødsfald
- 1493 - Christopher Columbus forlader Den Nye Verden, og afslutter derved sin første rejse.
- 1642 - Engelske borgerkrig: Karl 1. af England angriber parlamentet.
- 1698 - Det meste af Whitehall Palace i London, den britiske monarks hovedresidens, ødelægges af ildebrand.
- 1896 - Utah bliver den 45. stat i USA.
- 1917 - Under 1. verdeskrig bliver de første danske rationeringsmærker udstedt.
- 1944 - Under 2. verdenskrig henrettes digterpræsten Kaj Munk af Gestapo, på Hørbylunde Bakke ved Silkeborg.
- 1944   - 2. verdenskrig: Slaget om Monte Cassino indledes.
- 1944   - Færøske sprogstrid: Færøsk bliver officielt retssprog på Færøerne.
- 1947 - I Tyskland udgives det allerførste nummer af nyhedsmagasinet Der Spiegel.
- 1948 - Burma opnår selvstændighed fra Storbritannien.
- 1951 - Koreakrigen: Kinesiske og Nordkoreanske styrker erobrer Seoul.
- 1952 - Bokseren Jørgen Johansen vinder det professionelle EM i letvægt.
- 1960 - EFTA, den europæiske frihandelssammenslutning, træder i kraft.
- 1961 - Verdens langvarigste strejke slutter efter 33 års forløb i København. Strejken gjaldt ansættelsen af barbersvende.
- 1962 - New York City Subway introducerer et førerløst tog.
- 1964 - Pave Paul den 6. besøger som den første pave Israel.
- 1970 - Beatles indspiller for sidste gang som band musik. Bandets opløsning offentliggøres 10. april samme år.
- 1974 - USA's præsident Richard Nixon nægter at udlevere båndoptagelser og dokumenter til Senatets Watergate-komite.
- 1984 - Under israelske angreb mod mål i Baalbek i det østlige Libanon dræbes 100 og såres mindst 400.
- 1988 - Den danske flådes to største skibe, fregatterne Herluf Trolle og Peder Skram (Hovsa-missilet), stryger flagene og udgår af aktiv tjeneste.
- 1999 - Den tidligere professionelle wrestler Jesse Ventura indsværges som guvernør for Minnesota.
- 2004 - Hashhandlerne i Pusher Street i Christiania river deres salgsboder ned og brænder dem for at komme politiet i forkøbet.
- 2004 - 2,3 mio. seere følger premieren på DR's nye danske storserie Krøniken.
- 2006 - Israels premierminister Ariel Sharon får sin anden og tilsyneladende mere kritiske hjerneblødning. Regeringsmagten overføres til fungerende premierminister Ehud Olmert.
- 2008 - Dakar Rally 2008 aflyses på grund af store uroligheder i Mauretanien.
- 2010 - Burj Khalifa, verdens højeste bygning, bliver indviet.

### Født
- 1643 - Isaac Newton, engelsk matematiker og filosof (død 1727).
- 1710 - Giovanni Battista Pergolesi, italiensk komponist (død 1736).
- 1785 - Jakob Grimm, tysk filolog og samler af folkeeventyr (død 1863).
- 1809 - Louis Braille, fransk opfinder af blindeskriften (død 1852).
- 1874 - Josef Suk, tjekkisk komponist (død 1935).
- 1874   - Svend Fleuron, dansk forfatter (død 1966).
- 1894 - Wesley La Violette, amerikansk komponist (død 1978).
- 1902 - Gerda Madsen, dansk skuespiller (død 1986).
- 1913 - Tanumafili 2. af Samoa, konge af Samoa (død 2007).
- 1914 - Jane Wyman, amerikansk skuespillerinde (død 2007).
- 1925 - Pedro Biker, sanger og tv-speaker (død 1973).
- 1934 - Rudolf Schuster, tidligere præsident i Slovakiet.
- 1935 - Floyd Patterson, amerikansk sværvægtsbokser (død 2006).
- 1937 - Johannes Møllehave, dansk præst og forfatter.
- 1937   - Grace Bumbry, amerikansk operasanger.
- 1939 - Jens Jørgen Hansen, dansk fodboldspiller.
- 1940 - Helmut Jahn, tysk-amerikansk arkitekt.
- 1943 - John Steen Olsen, dansk fodboldspiller.
- 1943   - Nils Bernstein, dansk nationalbankdirektør.
- 1954 - John Iversen, dansk EU-parlamentsmedlem.
- 1956 - Bent Bøgsted, dansk folketingsmedlem.
- 1959 - Yoshitomo Nara, japansk popkunstner.
- 1960 - Michael Stipe, amerikansk sanger i R.E.M.
- 1963 - Till Lindemann, tysk sanger i Rammstein.
- 1964 - Mek Pek, dansk sanger og entertainer.
- 1965 - Julia Ormond, engelsk skuespillerinde.
- 1967 - Bent Christensen, dansk fodboldspiller.
- 1970 - Claus Hempler, dansk musiker og sangskriver.
- 1970   - Hamida Barmaki, afghansk juraprofessor og menneskerettighedsaktivist. (død 2011).
- 1970   - Jokum Rohde, dansk forfatter og dramatiker.
- 1973 - Frank Høj, dansk cykelrytter.
- 1974 - Sonja Richter, dansk skuespillerinde
- 1975 - Pernille Vigsø Bagge, dansk folketingsmedlem.
- 1975   - Sara Indrio, dansk-italiensk sanger, sangskriver og skuespiller.
- 1977 - David Millar, skotsk cykelrytter.
- 1984 - Heini Mortensen, trommeslager i dansk/færøske The Dreams.
- 1985 - Jonas Skov Borring, dansk fodboldspiller.
- 1994 - Viktor Axelsen, dansk badmintonspiller.
- 1995 - Maria Isabel, spansk barnestjerne.
- 1997 - Gino Mäder, schweizisk cykelrytter (død 2023).

### Dødsfald
- 1857 - Georg Carstensen, dansk kaptajn og grundlægger af Tivoli.(født 1812)
- 1913 - Alfred Graf von Schlieffen, tysk generalfeltmarkskal (født 1833).
- 1941 - Henri Bergson, fransk filosof og modtager af Nobelprisen i litteratur (født 1859).
- 1944 - Kaj Munk, dansk præst og digter (født 1898) - henrettet.
- 1960 - Albert Camus, fransk forfatter, filosof og modtager af Nobelprisen i litteratur (født 1913).
- 1961 - Erwin Schrödinger, østrigsk fysiker (født 1887).
- 1965 - T. S. Eliot, amerikansk foratter og modtager af Nobelprisen i litteratur (født 1888).
- 1977 - Margaretha af Sverige, svensk/dansk prinsesse (født 1899).
- 1977   - Arne-Ole David, dansk skuespiller og instruktør (født 1894).
- 1986 - Phil Lynott, irsk sanger i Thin Lizzy (født 1949).
- 1986   - Christopher Isherwood, engelsk forfatter (født 1904).
- 1988 - Jørn Grauengaard, dansk guitarist og orkesterleder (født 1921).
- 1990 - Olaf Ussing, dansk skuespiller (født 1907).
- 1991 - Peter Dommisch, tysk skuespiller (født 1934).
- 2006 - John Hahn-Petersen, dansk skuespiller (født 1930).
- 2008 - Stig Claesson, svensk forfatter (født 1928).
- 2008 - Jens Harald Quistgaard, dansk designer (født 1919).
- 2009 - Lei Clijsters, belgisk fodboldspiller (født 1956).
- 2009 - Gert Jonke, østrigsk forfatter (født 1946).
- 2010 - Johan Ferrier, tidligere præsident i Surinan (født 1910).
- 2011 - Mohamed Bouazizi, tunesisk universitetsuddannet der satte ild til sig selv (født 1984).
- 2011 - Gerry Rafferty, skotsk sanger og sangskriver (født 1947).
- 2013 - Bengt Andersson, svensk digter (født 1948).
- 2017 - Milt Schmidt, canadisk ishockeyspiller (født 1918).
- 2019 - Harold Brown, amerikansk politiker (født 1927).
- 2021 - Martinus J.G. Veltman, hollandsk fysiker og nobelprismodtager (født 1931).

|  | Denne datoartikel kan blive bedre, hvis der indsættes et (bedre) billede Du kan hjælpe ved at afsøge Wikimedia Commons for et passende billede eller uploade et godt billede til Wikimedia Commons iht. de tilladte licenser og indsætte det i artiklen. |